# Université Fidélitas
L'université Fidélitas, est une université privée située à San Pedro au Costa Rica.

## Histoire
Le 21 août 1980, le Collegium Fidélitas est constitué comme un établissement d'enseignement supérieur affilié à la première université privée dans le pays. Le 29 août, 1994 Collegium FIDELITAS disenroll Université UACA et devient FIDELITAS la loi n ° 246-94 CONESUP. En Mars 2012 adhère au Système national de Higher Education Accreditation (SINAES). En 2014 Heredia Campus s'ouvre avec des stages techniques gratuit.

## Campus
San Pedro campus se compose de cinq bâtiments dans lesquels sont logés les bureaux administratifs, les salles de classe, les bibliothèques et les laboratoires. L'élément architectural le plus distingué de l'université est l'esplanade intérieure entourée de colonnes Agora situé dans le centre de campus. Le campus dispose également d'un parking de 1200 places et d'espace vert.